# Luitfrido II de Sundgau
Luitfrido II do Sundgau (745-802) foi um aristocrata germânico da família dos eticônidas, conde de Sundgau desde 788.